# Miroslav Fojtík
Miroslav Fojtík (* 11. června 1958 Kyjov) je český výtvarník a galerista, který žije a pracuje v Praze.
Téměř 25 let působil jako výtvarný redaktor a grafik v různých novinách a časopisech, jako vedoucí výtvarné redakce Lidových novin nebo art direktor ve vydavatelstvích. Jako výtvarník na volné noze se věnuje malbě, ilustraci, ale i karikatuře a kreslenému politickému humoru. Spolupracuje převážně s německými a skandinávskými médii. Participoval na 85 výstavách, z toho 23x v zahraničí. Jeho práce jsou zastoupeny ve sbírkách evropských muzeí výtvarného humoru. Několikrát byl oceněn na mezinárodních soutěžích a výtvarných přehlídkách doma i v zahraničí.